# Kabyliska
Kabyliska är ett berberspråk som talas av omkring fem miljoner människor i norra och nordöstra Algeriet samt av utvandrade kabyler främst i Frankrike, Belgien och Kanada. Språket talas främst i området Kabylien öster om Alger, och i huvudstaden Alger, men även av andra grupper nära Bilda, som Beni Salah och Beni Bou Yaqob.

## Klassificering
Kabyliska klassas som ett nordligt berberspråk i den afroasiatiska språkfamiljen.

## Officiell status
Sedan 2002 klassas berberspråk (med alla dess varianter) som nationellt språk i Algeriet, men inte som officiellt språk. Sedan 2016 klassas berberspråk som officiellt språk i Algeriet.

## Skrivsätt

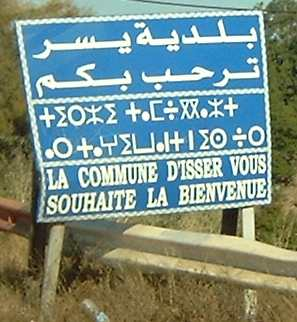
Trespråkig välkomnande vägskylt vid Isser i Algeriet med text på arabiska, tifinagh och franska.

Den första fransk–kabyliska ordboken sammanställdes av en fransk etnolog på 1700-talet. Den skrevs med latinska alfabetet med en ortografi grundad i den franska.
Kabyliska skrivs idag främst med det berbiska latinska alfabetet, som utöver latinska alfabetet tillagts diakritiker och två bokstäver från det utökade latinska alfabetet: Čč Ḍḍ Ɛɛ Ǧǧ Ɣɣ Ḥḥ Ṣṣ Ṭṭ Ẓẓ. Dagens ortografi lades fram av Mouloud Mammeri som ersatte den tidigare använda och föråldrade franska ortografin. Denna ortografin används av alla berbiska lingvister, av INALCO och algeriska HCA.
I vissa symboliska eller högtidliga skrifter skrivs det även med tifinagh.
| Wikipedia | Wikipedia har en upplaga på Kabyliska. |